# Camilo Etchevarren
Luis María Camilo Etchevarren (Dolores, Buenos Aires, 12 de junio de 1967) es un veterinario y político argentino. Se desempeñó como concejal de Dolores entre 1999 y 2003 e intendente del partido de Dolores entre 2007 y 2023.
Cursó sus estudios secundarios en el Colegio Nacional de la ciudad de Dolores.
Se recibió de Médico Veterinario en 1991 se inició en la profesión en 1992 trabajando en sociedad con el Dr. Pedro Lauriente hasta 1997.[cita requerida]

## En política
En el año 1995 se postula como precandidato a Intendente. Desde 1995 a 1997 se desempeñó como Presidente de la UCR de Dolores.
En el año 1999 es candidato a primer Concejal acompañando la postulación a Intendente por la Alianza de Rafael Peñoñori. Entre 1999 y 2003 fue Concejal por la UCR.
En el año 2003 es candidato a Intendente por la UCR obteniendo el 47,5 % de los votos, perdiendo la elección con el Intendente Alfredo César Meckievi quien obtiene el 49%. En los años 2005 – 2007 es Presidente del Comité de la UCR de Dolores. 
En el 2007, y en sintonía con Margarita Stolbizer abandona las filas de la UCR en discordancia con la postulación de Lavagna a la presidencia de la Nación. Se postula a Intendente por la Coalición Cívica, ganando la elección con el 36,5% de los votos, hecho que lo lleva en la actualidad a desempeñar dicho cargo.
En 2023 tras 16 años desempeñándose como intendente de Dolores, perdió la reelección contra Juan Pablo García de Unión por la Patria.